# A/S Storebæltsforbindelsen
A/S Storebæltsforbindelsen er et dansk aktieselskab, der er ejet af Sund & Bælt Holding A/S, der igen er ejet af den danske stat. Selskabet benytter også navnet A/S Storebælt.
A/S Storebælt er den formelle ejer af Storebæltsforbindelsen. Selskabet står endvidere for den tekniske drift og vedligeholdelse på Storebæltsforbindelsen såvel vejanlæg som jernbaneanlæg.
Udover ejerskabet til Storebæltsforbindelsen er selskabet ejer af de fire færgehavne i Odden, Ebeltoft, Spodsbjerg og Tårs. Selskabet er ligeledes ejer af vindmølleparken nord for Sprogø.
A/S Storebælt har ikke medarbejdere ansat, men får dækket sit behov for arbejdskraft gennem en aftale med moderselskabet Sund & Bælt Holding A/S, der stiller medarbejdere til rådighed. Hovedparten af Sund & Bælts 114 ansatte (2013) er beskæftiget med Storebæltsbroen.
Selskabet havde i 2013 driftsindtægter på 3,5 mia. kr. og et overskud før skat på 744 millioner kroner. Den samlede gæld i selskabet, der i det væsentlige vedrører anlægsomkostningerne vedrørende Storebæltsbroen, udgjorde den 31. december 2013 30,7 mia. kr.

## Eksterne links
- Kort præsentation på Sund & Bælts hjemmeside Arkiveret 6. juni 2014 hos  Wayback Machine
- Årsrapport for A/S Storebælt 2013 Arkiveret 7. juni 2014 hos  Wayback Machine